# 선비
선비는 조선 사회에서 학문을 닦는 사람을 예스럽게 이르는 말이다. 특히 유교적 이념을 적극 수용하여 사회에 적절히 구현함으로써 선행을 배푸는 인격체를 가리킨다. 한편, 오늘날에는, 선비는 관직과 재물에 대한 욕망을 거부하고 의리와 원칙을 소중히 여기는 학식과 예의가 있는 사람을 비유적으로 이르거나, 품성이 얌전하기만 하고 현실에 어두운 사람을 비유적으로 이르는 말로도 쓰이고 있다.

## 개요
오늘날 한국어에서 선비는 주로 유교적 의미로서 ‘어질고 학식과 인품이 있는 사람'을 말한다.
선인들은 선비의 인격적 조건으로 생명에 대한 욕심도 초월할 만큼의 무소유의 덕을 요구했다. 공자가 이에 대해 말하기를 “뜻 있는 사(士)와 어진 사람은 살기 위하여 어진 덕을 해치지 않고 목숨을 버려서라도 어진 덕을 이룬다.”고 하였다. 논어에서는 “사(士)가 위태로움을 당해서는 생명을 바치고, 이익을 얻게 될 때에는 의로움을 생각한다.”(견위수명 견리사의)라고 강조했다. 맹자는 “일정한 생업이 없어도 변하지 않는 마음을 갖는 것은 사(士)만이 할 수 있다.”고 하여 사(士)의 인격적 조건으로 지조를 꼽았다.
이렇게 사(士)가 유교적 인격체로 파악되고 있는 것으로 보아 한국어의 ‘선비’가 지닌 성격과 일치함을 알 수 있다. 그럼에도 사는 역사 속에서 신분적 의미로 많이 쓰였다. 사대부(士大夫), 사군자(士君子), 사서인(士庶人) 등으로 쓰였던 것이 그 예다.

## 어휘 발생 배경
'선비'라는 어휘는 기록상으로 《용비어천가》(1447, 80장, 82장)에 ‘션ᄇᆡ’의 형태로 처음 나타난다. 즉, 이 어휘는 세종 집권시기(1418~1450)에 처음으로 기록상으로 나타났다. 다만 그 궁극적인 어원에 대해서는 한자어로 추정하는 사람도 있으나 불분명한 점이 많다.
세종은 집권기간 동안 집현전(集賢殿)을 설치하여 학문을 적극 장려하고, 의례제도를 유교적으로 개편시켜 조선을 유교사회로 만들어간 인물이다. 이렇게 자신의 여러 유교적 정책들을 더 적극적으로 추진하고 현실화시키는 과정에서 그는 학문에 밝고, 유교적 이념을 적극적으로 실천하는 인재를 강렬히 원하게 된다.
그의 이러한 정치적인 이유로 인해서, 당시 '학문적으로 뛰어나고 도덕적으로 어진 인물'을 지칭하는 선비를 《용비어천가》를 통해 자신이 원하는 의미로 재정의하여 사회적으로 반포한 것이다.
물론, 세종의 《용비어천가》를 통해서만 선비의 의미가 전적으로 재정의된 것은 아니다. 태종 이방원이 선비의 전형적인 표본, 정몽주를 사회적으로 추모하기 시작하면서 선비의 정의가 점점 변화하기 시작했고, 지방에서는 정몽주를 따랐던 선비일파, 온건개혁파가 지방에서 사림파를 형성하여 세력을 넓히기 시작하면서 태종의 정몽주 추모를 적극 뒷받침했던 점만을 본다면, 세종 이전에도 이미 선비에 대한 정의는 점차적으로 변화하고 있다는 것을 확인할 수 있다. 이후 세종이 적극적으로 조선을 유교화시키며 유교적인 인재들을 강렬히 열망하고, 이들을 적극 등용하면서 선비의 의미가 유교적으로 크게 개편된 것이다. 이와 더불어서 선비가 《용비어천가》를 통해서 최초로 기록상으로 등장했기 때문에, 정치적ᆞ사회적인 방면에서 선비는 거의 전적으로 세종이 의도하는 유교적인 의미가 된 것이다.
이를 통해 세종은 앞으로의 조선의 인재들에게 자신이 재정의한 선비를 이상향으로 삼도록 하게 하였고, 추구하도록 하였다.
당시 세종집권시기의 초기에는 태종의 강력한 왕권강화정책으로 인해, 무를 갖춘 인재보다 문을 갖춘 인재가 상대적으로 더 등한시되는 경향이 남아있었는데, 세종은 이를 해소시키기위해 문을 갖춘 인재들을 더 장려하는 정책들을 추진하였다. 하지만, 정치적으로 이를 해소하기엔 한계가 있다는 것을 직감했는지, 당시 통용되고있던 어휘들의 일부를 자신이 의도한 대로 적절하게 재정의하여 반포함으로써, 사회적으로 재통용시켜서 사회적으로도 이를 해소하려는 모습을 보였다. 세종의 이러한 노력의 과정에서, 선비라는 어휘가 위와 같은 정의로 쓰여왔던 것이다.

## 역사
2세기 말엽인 고구려 고국천왕 때 을파소는 은둔하여 밭갈이를 하고 살다가 추천을 받아서 재상의 자리에 올랐던 사람이다. 그는 재상의 책임을 맡고서 나올 때 말하기를 “때를 만나지 못하면 숨어 살고 때를 만나면 나와서 벼슬하는 것이 선비의 떳떳한 일이다.”라고 하였다. 을파소는 자신의 처지를 선비로 자각하고 선비의 도리를 제시했다고 볼 수 있다. 이 당시만 해도 선비의 개념은 신분을 뜻하기보다는 인격의 관념이었다.
고구려 소수림왕 2년(372년)에 태학이 세워졌다. 여기서는 유교 이념을 교육하면서 선비를 양성하였다. 박사를 두어 인재를 가르쳤는데, 이 박사제도는 경전에 관한 전문 지식인을 키워냈다. 백제와 신라에서도 각각 태학과 국학이 세워졌다. 당시 역사의 기록과 편찬은 선비들의 임무였다.
고려 시대에는 교육제도가 한층 정비되어 국자감을 비롯해 지방의 12목에까지 박사를 두어 인재를 양성했다. 과거 제도가 정립돼 진사과(進士科)와 명경과(明經科)를 통해 선비들이 관직에 나아갈 수 있는 길이 확보되기 시작했다.
고려 말엽 충렬왕 때 안향 등에 의해 원나라로부터 주자학이 도입되면서 이른바 도학 이념이 정립되었다. 도학 이념을 중심으로 선비들의 자각도 한층 깊어졌다.
조선 초에 들어와 유교 이념을 국가 통치 원리로 삼으면서 선비들은 유교 이념의 담당자로서 그 존재 가치가 뚜렷해졌다. 조선 초 선비들은 고려 말에 절개를 잃지 않았던 정몽주를 추종하였고, 조선 왕조에 절개를 굽히지 않은 길재의 학통에서 선비 정신을 강화시켜갔다. 이들은 조선 왕조 건국기에 혁명 세력을 중심으로 고위 관리로서 문벌을 이룬 훈구파와 대비를 이뤘다. 이들은 절의를 존중하는 입장을 지닌 자신들을 ‘사림파’로 구분했다.
이때부터 훈구파와 사림파의 분쟁이 시작되는데 이를 ‘사화(士禍)’라고 한다. 사화에서 많은 희생자를 내기도 했지만 마침내 선비들이 정치의 중심 세력으로 등장하는 사림정치 시대를 이루었다.
조선 시대에는 사대부에 의한 관료제도가 정착되었고, 그에 따라 선비는 사회의 가장 중요한 지도층이 되었다.

## 생활
《소학(小學)》에서 나오는 선비의 생애는 다음과 같다.
어린아이가 가정에서 교육을 받으며 성장하다가 10살이 되면 남자아이는 사랑에서 아버지와 자며 선생을 찾아가 배우고, 20살이 되면 관례를 하고 널리 배우며, 30살에는 아내를 맞아 살림을 하며, 40살에서는 벼슬에 나가고, 70살에는 벼슬을 사양하고 물러난다. 이런 생애는 누구나 비슷하지만 특히 선비에게는 학업과 벼슬이 중요하다.
선비는 한평생 학업을 중단해서는 안 된다. 선비는 타고난 신분이 아니라 학문과 수련으로 형성되는 것이다. 이런 의미에서 선비는 독서인이요, 학자다. 선비가 배우는 학문의 범위는 인간의 일상생활 속에서 부딪히는 일의 마땅한 도리를 확인하고 실천하는 것이다. 선비는 학문을 통해 지식의 양을 쌓는 것이 아니라 도리를 확인하고 실천하는 인격적 성취에 목표를 둔다.
《대학(大學)》에서도 자신의 내면에 주어진 ‘밝은 덕을 밝히는 일’과 ‘백성과 친애하는 일’의 사회적 과제를 가르친다. 선비는 항상 자신의 인격을 닦아야 하지만 동시에 그 인격성을 사회적으로 실현해야 한다. 그래서 선비는 자신의 덕을 사회 속에서 실현하기 위해 관직에 나가야 한다. 따라서 일찍부터 과거시험을 치고 벼슬할 기회를 갖는다. 그러나 대부분의 선비는 과거시험에 합격하지 못해 벼슬길에 나가지 못했다. 소수의 선비만이 관직에 나갈 수 있었다. 선비가 관직에 나가는 것은 당연한 일이지만 그것을 목적으로 삼아서가 아니라 관직을 통해 자신의 뜻을 펴고 신념을 실현하는 기회를 얻는 것이라고 여겼다.
조선 시대 선비들이 맡은 관직도 주로 자신들의 학문과 신념을 펴는 직책이 많았다. 홍문관, 예문관, 성균관, 사헌부, 사간원 등 학문을 전문으로 하는 기관이거나 언로를 맡아 임금에게 간언하는 직책이었다.
관직에 오르면 위로는 임금을 섬겨야 하고, 아래로는 백성을 돌보아야 하는 책임이 있다. 선비는 임금에게 무조건 복종과 충성을 하지는 않았다. 선비는 임금과 의리로 관계를 맺기 때문에 언제나 그 직책의 성격과 임금의 역할에 대해 성찰하여야 했다. 임금에게 잘못이 있으면 아뢰어 바로잡으려 하고, 직책이 도리에 합당하지 않으면 물러날 수 있어야 한다는 것이다.
이렇게 선비는 나아가기를 어려워하고 물러서기를 쉽게 생각하는 태도를 가져야 했다. 그것은 부귀의 욕망에 사로잡히지 않고 불의에 대한 비판 정신을 확보해야 했기 때문이다.
선비로서 평생 과거시험을 보지 않거나 벼슬길에 나가지 않는 경우를 흔히 ‘처사(處士)’라고 하였다. 처사가 관직에 나간 선비보다 많은 존경을 받았다. 학문에 조예가 깊어 후생을 많이 가르치고 바른 도리를 제시하는 사람을 ‘선생(先生)’이라고 불렀다. 선생은 벼슬에 나간 사람의 호칭인 ‘공(公)’에 비해 훨씬 높은 존중을 받았다.
선비에겐 지향하는 두 가지 방향이 있다. 하나는 한 시대에 나가서 도를 시행하고, 또 하나는 후세에 말씀을 내려주어 가르침을 베푸는 일이다. 즉 자신의 학문을 제자들을 통해 전하기도 하지만 직접 저술을 하여 후세에 가르침을 내려주는 것이다.
이렇게 선비의 일생은 도를 밝히고 자신을 연마하여 세상을 바로잡고자 노력하는 과정이라고 할 수 있다.

## 같이 보기
- 한국의 유교
- 실학
- 성리학
- 양반